# 萊昂斯福爾斯 (紐約州)
萊昂斯福爾斯（英語：Lyons Falls）是位於美國紐約州劉易斯縣的村。

## 人口
根據2020年美國人口普查的數據，萊昂斯福爾斯的面積為2.77平方千米，當中陸地面積為2.52平方千米，而水域面積為0.25平方千米。當地共有人口570人，而人口密度為每平方千米206人。